# Translatewiki.net
translatewiki.net es una plataforma web de traducción, que usa la extensión Translate de MediaWiki, lo que convierte a MediaWiki en una poderosa herramienta para traducir cualquier tipo de texto.
En la actualidad está entre las 200 wikis más grandes del mundo por número de páginas, contando con unos 5.000 traductores para casi 90.000 cadenas de texto de más de 20 proyectos incluyendo MediaWiki, OpenStreetMap, Mifos, Enciclopedia de la Vida, MantisBT, etc.

## Características
La principal característica de translatewiki.net y de su motor, la extensión Translate, está en que es un wiki, con lo que se facilita la contribución de cualquier usuario de la web, con escasa o ninguna barrera de entrada. Se persigue la calidad de las traducciones, por lo que los traductores se centran en lo que mejor saben hacer, traducir, liberándolos de todas las demás tareas.
Las traducciones están disponibles de modo inmediato para el traductor y «se sincronizarán sin problemas con los repositorios [del software]» o con las páginas wiki traducibles, sin la intervención del traductor. En el mejor de los casos, MediaWiki en los proyectos de Wikimedia, las nuevas localizaciones llegarán a los sitios en línea en el plazo de un día.
El editor de traducción incorporado ofrece varias características para ayudar en la traducción, tales como documentación de mensaje, también conocido como "contexto", sugerencias de la memoria de traducción y la traducción automática, revisar traducciones de errores de sintaxis comunes, estado de la traducción de los mensajes.
El editor de traducción incorporado ofrece varias características para ayudar en la traducción, tales como:
- Documentación del mensaje, también conocido como "contexto",
- Sugerencias de la memoria de traducciones y traducción automática,
- Revisión de errores comunes de sintaxis en las traducciones,
- Estado de traducción de los mensajes.[7]

Translatewiki.net es también un ejemplo de Semantic MediaWiki.

## Historia
Translatewiki.net fue implementado por Niklas Laxström como plataforma de localización para todos los idiomas de MediaWiki hacia julio de 2006, cuando fue llamado Betawiki.
Además de para traducción, se desarrolló con las características de una plataforma de pruebas y desarrollo para MediaWiki (Nukawiki en 2005), con un enfoque en la mejora de las características de internacionalización.
A finales de 2007 Siebrand Mazeland se unió a la administración de la página web, que se trasladó al dominio actual, translatewiki.net.
En abril de 2008, ya soportaba más de 100 idiomas para MediaWiki y 200 de sus extensiones, «por lo que es uno de los proyectos de software más traducidos hasta ahora», así como FreeCol. Desde entonces, siendo un proyecto de voluntariado independiente,

se ha reconocido como un actor importante en el éxito global de MediaWiki y los proyectos Wikimedia impulsados por ella, como Wikipedia, en más de 280 idiomas.
En 2009 fue mejorado gracias a un proyecto Google Summer of Code de Niklas Laxström.
En 2011 se introdujeron funciones de corrección de pruebas
En 2012, su motor de memoria de traducción se extendió a todos los proyectos de Wikimedia usando Translate.
En 2013, la plataforma Translate sufrió una importante reforma a través del proyecto "Translate User eXperience", o "TUX", incluyendo «cambios en la navegación, aspecto del editor, área de traducción, filtros, búsqueda, color y estilo».

## Formatos compatibles
Algunos de los formatos soportados nativamente se muestran a continuación. Se pueden agregar más formatos con algún tipo de personalización.
- Interfaz y páginas de MediaWiki
- GNU Gettext
- Archivo .properties de Java
- Archivo INI
- Definición de tipo de documento (Dtd)
- Archivos PHP
- JavaScript
- Json
- YAML
- XLIFF (parcialmente, versión beta)

## Principales usos
- MediaWiki
- Wikipedia:Toolserver
- Wikia
- OpenStreetMap
- Wikimedia Mobile Apps
- pywikipedia
- Commons iOS Mobile
- FreeCol